# Камиль Шамун Спортс Сити
«Камиль Шамун Спортс Сити» (англ. Camille Chamoun Sports City, араб. ملعب مدينة كميل شمعون الرياضية‎; фр. Cité sportive Camille-Chamoun) — мультиспортивный стадион, расположенный в Бейруте и вмещающий 49 500 человек. Предназначен для проведения разных спортивных соревнований, преимущественно футбольных матчей.

## История

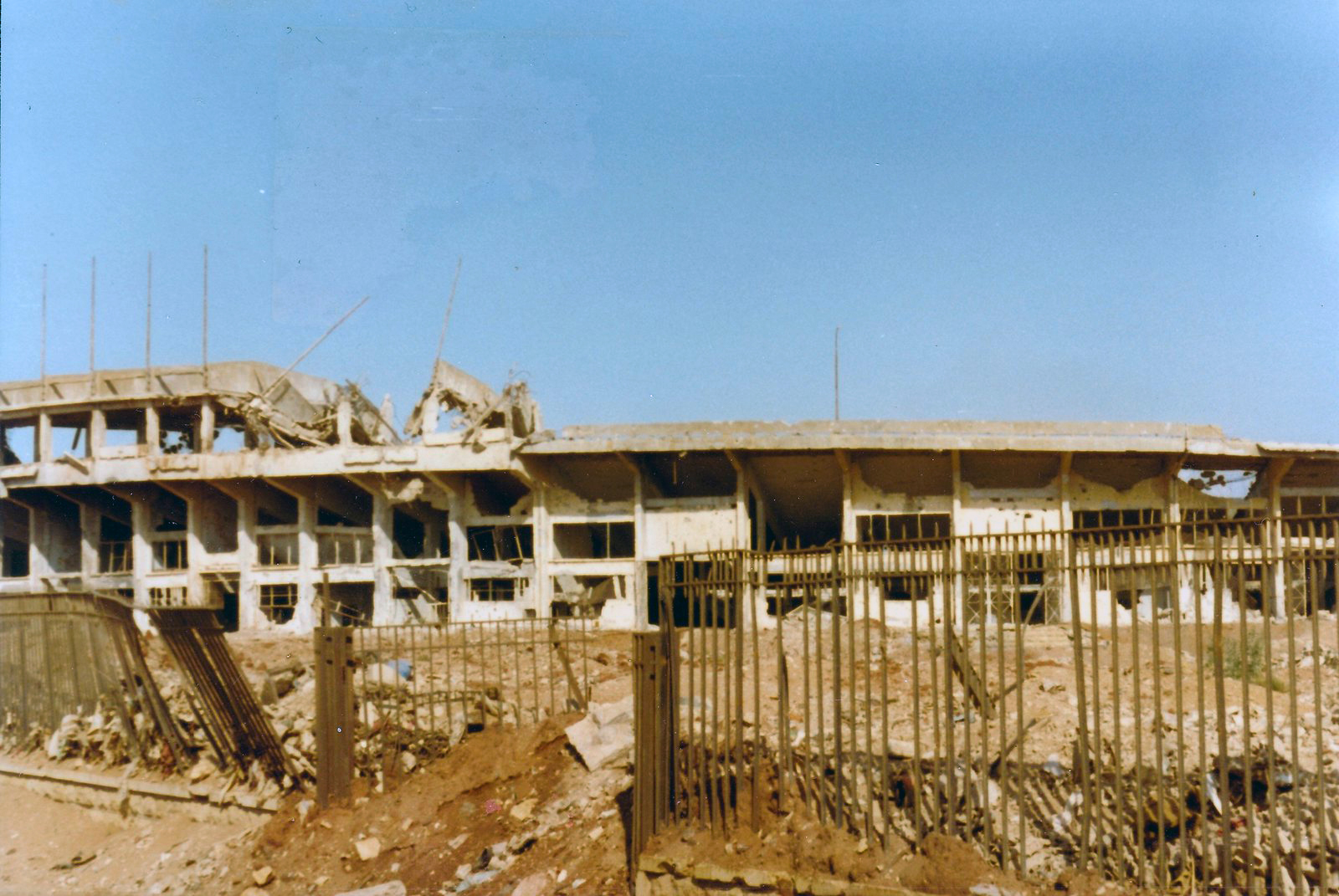
Стадион был разрушен в 1982 году во время гражданской войны

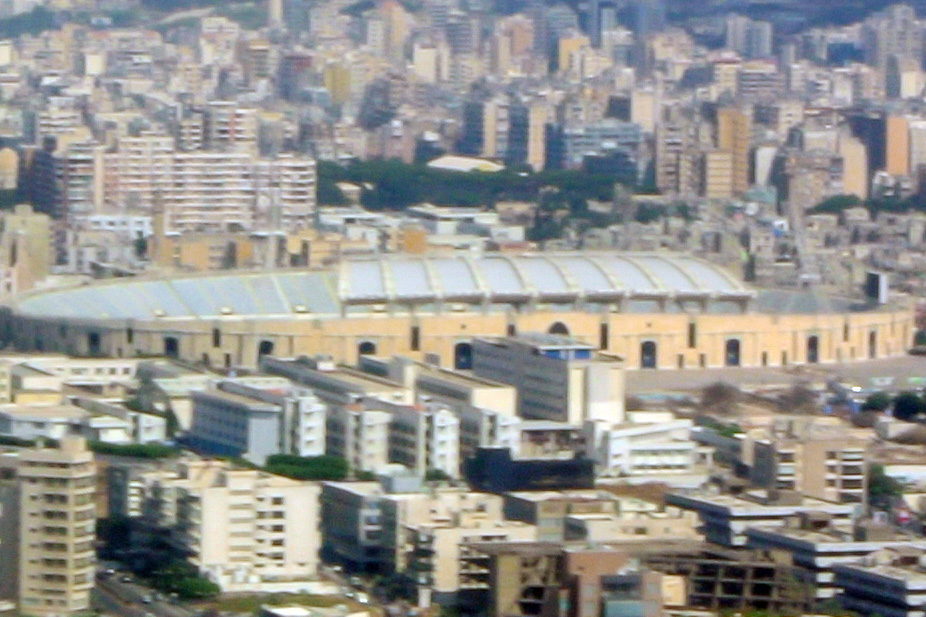
Стадион в 2015 году

Стадион был построен и открыт в 1957 году усилиями Министерства молодёжи и культуры во время президентства Камиля Шамуна. Стадион был открыт матчем национальной сборной против румынской «Энергии» из Плоешти, и ливанцы победили благодаря единственному голу в матче, забитому Жозефом Абу Мурадом. В 1982 году, в разгар гражданской войны, произошло вооружённое вторжение Израиля: в ходе последовавших боевых действий стадион был разрушен.
Занимавший в 1992—1998 годах пост премьер-министра Ливана Рафик Харири добился реконструкции стадиона в канун Кубка Азии 2000: её частично профинансировали Саудовская Аравия и Кувейт, выделив 20 и 5 млн долларов соответственно, остальные 75 млн долларов выделило правительство Ливана. В рамках проекта также был реконструирован дворец спорта имени Пьера Жемайеля. Согласно данным компании Kvarner, в реконструкции участвовали 115 ливанских и 25 британских инженеров, а также 850 ливанских и арабских рабочих.
В 1997 году после реконструкции стадион принял Панарабские игры, на открытии которых президент Ильяс Храуи заявил: «Мы обращаемся от имени Ливана ко всему миру — ливанцы вернулись к своему наследию и единству, вернулись, чтобы построить Ливан ради героев, молодёжи и мира». Премьер-министр Рафик Харири на церемонии открытия также сказал: «Созидание взяло верх над разрушением, мир оказался сильнее войны». Наконец, президент Панарабского комитета заявил: «Это турнир солидарности между ливанцами, которые вернули доверие своей стране и придали импульс этому великому спортивному событию. Бомбы могут разрушить город, но не подорвут веру тех, кто верит».
В 1999 году на стадионе прошли соревнования чемпионата арабских стран по лёгкой атлетике, в 2000 году состоялись матча футбольного кубка Азии, с 27 сентября по 3 октября прошли Франкофонские игры. 27 апреля 2017 года здесь прошёл матч звёзд ФК «Барселона» и «Реал Мадрид» (победа «Барселоны» 3:2).
В 2020 году в результате взрывов в Бейруте стадион был повреждён, и в итоге матчи чемпионата Ливана было решено на нём временно отменить. 26 октября стадион переоборудовали под хранилище муки и пшеницы, так как оригинальное хранилище было разрушено в результате взрыва.

## Структура
Архитектор — компания Laceco Architects & Engineers. Стадион занимает площадь в 50 тыс. м², площадь крыши составляет 77 тыс. м², протяжённость каркаса — более 7 км. Президентская ложа насчитывает 37 мест и защищена пуленепробиваемым стеклом. Подземная парковка занимает 600 м², ещё снаружи парковка на 20 тыс. м².
Здание выдерживает землетрясения магнитудой до 8,6 единиц по шкале Рихтера. Административный комплекс, рабочие места сотрудников Ливанского олимпийского комитета и спортивных федераций, современные пресс-центры, медицинские центры и станции скорой помощи также построены в зоне стадиона
Рядом находится крытый зал на 3300 мест для соревнований по волейболу, баскетболу и гимнастике. На стадионе есть антидопинговая лаборатория, телестудия для комментаторов, пресс-центр и служебные помещения.